# Skytrain Ice Rise
Der Skytrain Ice Rise ist eine große, abgeflachte und halbinselförmige Eiskuppel von 80 km Ausdehnung vor dem südlichen Ende der Zumberge-Küste im westantarktischen Ellsworthland zwischen dem Constellation Inlet im Westen und dem Hercules Inlet im Süden. Er erstreckt sich von der Umgebung der Meyer Hills in der Heritage Range des Ellsworthgebirges in östlicher Richtung bis in das Filchner-Ronne-Schelfeis.
Der United States Geological Survey kartierte ihn anhand eigener Vermessungen und Luftaufnahmen der United States Navy aus den Jahren von 1961 bis 1966. Das Advisory Committee on Antarctic Names benannte ihn nach der Douglas C-47 Skytrain, die seit der US-amerikanischen Operation Highjump (1947–1948) bis in die späten 1960er Jahre für Material- und Personaltransporte in die Antarktis eingesetzt wurde.